# Wolfgang Moser (Erwachsenenbildner)
Wolfgang Moser (* 1964 in Graz) ist ein österreichischer Sprachwissenschaftler und Erwachsenenbildner.

## Leben
Moser studierte Allgemeine Sprachwissenschaft, Englisch und Französisch (Lehramt) an den Universitäten Graz, Prag, Avignon, Debrecen und Lissabon.
Seit 1992 ist er in der Erwachsenenbildung aktiv: in interkultureller Integrationsarbeit (Afro-Asiatisches Institut Graz, 1992 bis 2002), zur Qualitätssicherung im Fremdsprachenlernen (Österreichisches Sprachen-Kompetenz-Zentrum, bis 2009) und in der Bibliotheksentwicklung (Lesezentrum Steiermark, 2009 bis 2019). An der Pädagogischen Hochschule Steiermark lehrt er seit 2011 im Bereich der Primar- und Sekundarstufenpädagogik Bibliotheksorganisation sowie Grundlagen des Schulbibliothekswesens und der Kinder- und Jugendliteratur.
Seit 2020 ist er Direktor der Urania Steiermark.

## Werke
- Xenismen. Die Nachahmung fremder Sprachen, Europäische Hochschulschriften: Reihe 21, Linguistik Bd. 159. Frankfurt/Main: Verlag P. Lang, 1997, ISBN 978-3-631-48883-6.
- Bildungsstandards in Österreich. Fremdsprachen: Englisch. 8. Schulstufe. Version September ′05. (gemeinsam mit O. Gassner, A. Horak, C. Mewald, M. Schober, F. Stefan, C. Valsky). Herausgegeben vom Bundesministerium für Bildung, Wissenschaft und Kultur. Wien: BMBWK, 2005. online pdf (Seite nicht mehr abrufbar, festgestellt im Januar 2025. Suche in Webarchiven)
- Sprachenportraits. SKE Impulse 4. Graz: ÖSZ, 2006, ISBN 3-85031-038-8.
- Bildungsstandards für Fremdsprachen (Englisch) 8. Schulstufe. Praxishandbuch (als Herausgeber). Praxisreihe 4. Graz: ÖSZ, 2007.
- Leistungsfeststellung auf der Basis des Gemeinsamen europäischen Referenzrahmens für Sprachen (GERS), (gemeinsam mit R. Brock, A. Horak, H. Lang-Heran, Z. Schatzl, B. Schlichtherle, M. Schober), Praxisreihe 8. Graz: ÖSZ, 2008. ISBN 978-3-85031-112-0.
- Lehrwerke für Fremdsprachen und das Kompetenzmodell "Gemeinsamer europäischer Referenzrahmen für Sprachen" (GERS), (gemeinsam mit I. Born-Lechleitner und D. Weitensfelder). Praxisreihe 10. Graz: ÖSZ, 2009, ISBN 978-3-85031-127-4.
- Der Gemeinsame europäische Referenzrahmen für Sprachen in der Unterrichtspraxis (gemeinsam mit A. Horak, M. Nezbeda, M. Schober). Praxisreihe 12. Graz: ÖSZ, 2010. ISBN 978-3-85031-138-0.
- Was auf der Zunge liegt: Wissenswertes und Überraschendes aus der Welt der Sprachen. Graz: Verlag Klingenberg, 2024. ISBN 978-3-903284-28-9.